# Линвил (Илиноис)
Линвил (енгл. Lynnville) град је у америчкој савезној држави Илиноис.

## Демографија
По попису из 2010. године број становника је 117, што је 20 (-14,6%) становника мање него 2000. године.
| Група             | 2000.       | 2010.       |
| Белци             | 135 (98,5%) | 113 (96,6%) |
| Афроамериканци    | 0 (0,0%)    | 0 (0,0%)    |
| Азијати           | 0 (0,0%)    | 0 (0,0%)    |
| Хиспаноамериканци | 1 (0,7%)    | 3 (2,6%)    |
| Укупно            | 137         | 117         |